# Associazione Sportiva Volley Lube 2001-2002
Questa voce raccoglie le informazioni riguardanti l'Associazione Sportiva Volley Lube nelle competizioni ufficiali della stagione 2001-2002.

## Stagione
La Lube, al suo settimo campionato di massima serie, reduce dai primi trofei della sua storia (Coppa Italia e Coppa CEV) e nell'ottica dell'impegno in European Champions League, si presenta al via della stagione 2001-2002 con una rosa decisamente rivoluzionata: lasciano Macerata, tra gli altri, Fei, Nalbert e Rosalba per fare spazio, tra i nuovi arrivi, ai centrali Andrija Gerić e Pasquale Gravina e agli schiacciatori Marco Bracci, quest'ultimo neocapitano, e Wout Wijsmans; novità anche in panchina, con l'avvicendamento fra Prandi e l'esordiente Roberto Masciarelli.
L'avvio di stagione non è positivo per i Cucinieri che, da detentori della Coppa nazionale, a fine settembre vengono battuti 3-0 da Treviso nella Supercoppa italiana. Neanche la difesa della Coppa Italia andrà a buon fine: il successivo inverno, nell'edizione che vede l'introduzione della final eight riservata alle migliori 8 squadre di Serie A1 al termine del girone di andata, la Lube, dopo avere superato Milano nei quarti di finale, viene estromessa un po' a sorpresa in semifinale dal Parma.
Ciò nonostante, sembrano questi solo inciampi di percorso nel cammino stagionale dei biancorossi, che nel frattempo in campionato legittimano le loro ambizioni chiudendo la regular season al primo posto, trascinati dal martello Ivan Miljković il quale assurge a migliore realizzatore dell'edizione: nei successivi play-off scudetto, tuttavia, il sestetto di Masciarelli cade immediatamente e clamorosamente ai quarti di finale contro l'ottava classificata della stagione regolare, la 4 Torri Ferrara dell'ex Prandi.
Con le attenzioni rivolte giocoforza all'ultimo obiettivo stagionale rimasto, la Champions, una Lube al debutto assoluto nella massima competizione continentale riesce nell'exploit. Superata agevolmente la fase a gironi, l'unico brivido arriva nei quarti di finale quando, nella gara di andata al PalaFontescodella, dei marchigiani avanti 2-0 si fanno rimontare al tie-break dal Maaseik; tale inciampo viene tuttavia cancellato dal secco 0-3 rifilato nella partita di ritorno in Belgio, che proietta Bracci e compagni alla final four di Opole. Qui, i Cucinieri hanno la meglio in semifinale dei greci dell'Īraklīs Salonicco, che cedono solo al quinto set, e quindi in finale di un altro club ellenico, l'Olympiakos, con un 3-1 che permette loro di laurearsi per la prima volta campioni d'Europa.

## Organigramma societario
Area direttiva
- Presidente onorario: Benito Raponi
- Presidente: Albino Massaccesi
- Vicepresidente: Luigi Sarnari
- Vicepresidente tesserato: Ernesto Raponi
- Amministratore delegato: Fabio Giulianelli

Area organizzativa
- Segreteria generale: Sergio Bartoloni
- Team Manager: Claudio Leonardi
- Responsabile settore giovanile: Mario Picchio

Area comunicazione
- Responsabile Marketing: Fabio Macedoni

Area tecnica
- Allenatore: Roberto Masciarelli
- Allenatore in seconda: Giampaolo Medei
- Preparatore atletico: Daniele Ercolessi

Area sanitaria
- Medico sociale: Mariano Avio
- Fisioterapista: Danilo Giulianelli
- Osteopata: Giuseppe Antinori

## Rosa
| N° | Nome                | Ruolo | Data di nascita   | Nazionalità sportiva |
| -- | ------------------- | ----- | ----------------- | -------------------- |
| 1  | Manuele Ravellino   | C     | 22 aprile 1974    | Italia               |
| 2  | Kevin Barnett       | S     | 14 maggio 1974    | Stati Uniti          |
| 2  | Edin Škorić         | S     | 1º gennaio 1975   | Jugoslavia           |
| 3  | Pasquale Gravina    | C     | 1º maggio 1970    | Italia               |
| 5  | Marco Meoni         | P     | 25 maggio 1973    | Italia               |
| 6  | Andrija Gerić       | C     | 24 gennaio 1977   | Jugoslavia           |
| 7  | Wout Wijsmans       | S     | 17 luglio 1977    | Belgio               |
| 8  | Marco Bracci        | S     | 23 agosto 1966    | Italia               |
| 9  | Nicola Mazzonelli   | P     | 5 novembre 1969   | Italia               |
| 10 | Alessandro Paparoni | S     | 17 agosto 1981    | Italia               |
| 12 | Mirko Corsano       | L     | 28 ottobre 1973   | Italia               |
| 14 | Ivan Miljković      | S     | 13 settembre 1979 | Jugoslavia           |
| 15 | Matteo Paoletti     | O     | 27 maggio 1982    | Italia               |
| 16 | Carlo Nicolai       | S     |                   | Italia               |